# Danh sách nhà vô địch bóng đá Ý
Các nhà vô địch bóng đá Ý (tiếng Ý: Campione d'Italia di calcio, số nhiều: Campioni) là các đội chiến thắng hàng năm của Serie A, giải đấu bóng đá hàng đầu của Ý. Danh hiệu này đã được tranh tài kể từ năm 1898 dưới nhiều hình thức thi đấu khác nhau. Inter Milan là nhà đương kim vô địch trong khi Juventus đã giành được kỷ lục 36 danh hiệu. Lần đầu tiên Scudetto (tiếng Ý: scudetto, "lá chắn nhỏ", số nhiều: scudetti) được sử dụng là vào năm 1924 khi Genoa giành được danh hiệu vô địch thứ chín và quyết định thêm một lá chắn nhỏ vào áo đấu của họ để tưởng thưởng và ăn mừng chức vô địch.
Trận chung kết Giải vô địch bóng đá Ý đầu tiên được quyết định trong một ngày với bốn đội tranh tài, ba đội từ Turin và một đội từ Genoa. Danh hiệu được quyết định bằng thể thức loại trực tiếp giữa các đội vào chung kết với Genoa, đội chiến thắng đầu tiên. Thể thức loại trực tiếp được sử dụng cho đến mùa giải 1909–10, khi một giải đấu gồm chín đội được thành lập. Giải vô địch, vốn chỉ giới hạn trong một giải đấu duy nhất ở miền bắc nước Ý, đã trở thành một cuộc thi quốc gia vào năm 1929 với sự ra đời của Serie A và Serie B.

## Giải vô địch bóng đá Ý
| Mùa giải | Vô địch (số lần) | Hạng hai              | Vua phá lưới (đội) (bàn thắng) |
| -------- | ---------------- | --------------------- | ------------------------------ |
| 1898     | Genoa (1)        | Internazionale Torino | (không rõ)                     |
| 1899     | Genoa (2)        | Internazionale Torino | (không rõ)                     |
| 1900     | Genoa (3)        | Torinese              | (không rõ)                     |
| 1901     | AC Milan (1)     | Genoa                 | Umberto Malvano (Juventus) (4) |
| 1902     | Genoa (4)        | AC Milan              | (không rõ)                     |
| 1903     | Genoa (5)        | Juventus              | (không rõ)                     |

## Prima Categoria
| Năm            | Vô địch (số lần)                             | Hạng 2                                       | Hạng 3                                       | Vua phá lưới (đội) (bàn thắng) |
| -------------- | -------------------------------------------- | -------------------------------------------- | -------------------------------------------- | ------------------------------ |
| 1904           | Genoa (6)                                    | Juventus                                     | -                                            | (không rõ)                     |
| Năm            | Vô địch (số lần)                             | Hạng 2                                       | Hạng 3                                       | Vua phá lưới (đội) (bàn thắng) |
| 1905           | Juventus (1)                                 | Genoa                                        | US Milanese                                  | (không rõ)                     |
| 1906           | AC Milan (2)                                 | Juventus                                     | Genoa                                        | (không rõ)                     |
| 1907           | AC Milan (3)                                 | Torino                                       | Andrea Doria                                 | (không rõ)                     |
| 1908           | Pro Vercelli (1)                             | US Milanese                                  | Andrea Doria                                 | (không rõ)                     |
| 1909           | Pro Vercelli (2)                             | US Milanese                                  | Genoa                                        | (không rõ)                     |
| 1909–10        | Internazionale (1)                           | Pro Vercelli                                 | Juventus                                     | (không rõ)                     |
| Mùa            | Vô địch (số lần)                             | Nhà vô địch Veneto-Emilia                    |                                              | Vua phá lưới (đội) (bàn thắng) |
| 1910–11        | Pro Vercelli (3)                             | Vicenza                                      | -                                            | (không rõ)                     |
| 1911–12        | Pro Vercelli (4)                             | Venezia                                      | -                                            | (không rõ)                     |
| Mùa            | Vô địch                                      | Nhà vô địch Trung-Nam Ý                      |                                              | Vua phá lưới (đội) (bàn thắng) |
| 1912–13        | Pro Vercelli (5)                             | Lazio                                        | -                                            | (không rõ)                     |
| 1913–14        | Casale (1)                                   | Lazio                                        | -                                            | (không rõ)                     |
| 1914–15        | Genoa (7)                                    | -                                            | -                                            | (không rõ)                     |
| 1915–19        | Bị hoãn lại do Chiến tranh thế giới thứ nhất | Bị hoãn lại do Chiến tranh thế giới thứ nhất | Bị hoãn lại do Chiến tranh thế giới thứ nhất |                                |
| 1919–20        | Internazionale (2)                           | Livorno                                      | -                                            | (không rõ)                     |
| 1920–21        | Pro Vercelli (6)                             | Pisa                                         | -                                            | (không rõ)                     |
| Năm            | Vô địch (số lần)                             | Hạng 2                                       | Hạng 3                                       | Vua phá lưới (đội) (bàn thắng) |
| 1921–22 (FIGC) | Novese (1)                                   | Sampierdarenese                              | -                                            | (không rõ)                     |

## Prima Divisione
| Mùa giải      | Vô địch          | Nhà vô địch Trung-Nam Ý |   | Vua phá lưới (đội) (bàn thắng)   |
| ------------- | ---------------- | ----------------------- | - | -------------------------------- |
| 1921–22 (CCI) | Pro Vercelli (7) | Fortitudo Roma          | - | (không rõ)                       |
| 1922–23       | Genoa (8)        | Lazio                   | - | (không rõ)                       |
| 1923–24       | Genoa (9)        | Savoia                  | - | Heinrich Schönfeld (Torino) (22) |
| 1924–25       | Bologna (1)      | Alba Trastevere         | - | Mario Magnozzi (Livorno) (19)    |
| 1925–26       | Juventus (2)     | Alba Trastevere         | - | Ferenc Hirzer (Juventus) (35)    |

## Divisione Nazionale
| Mùa giải | Vô địch              | Á quân  | Hạng 3      | Vua phá lưới (đội) (bàn thắng)      |
| -------- | -------------------- | ------- | ----------- | ----------------------------------- |
| 1926–27  | Không được trao giải | Bologna | Juventus    | Anton Powolny (Internazionale) (22) |
| 1927–28  | Torino (1)           | Genoa   | Alessandria | Julio Libonatti (Torino) (35)       |
| Mùa giải | Vô địch              | Hạng 2  | Hạng 3      | Vua phá lưới (đội) (bàn thắng)      |
| 1928–29  | Bologna (2)          | Torino  | -           | Gino Rossetti (Torino) (36)         |

## Serie A
| dagger | Giành thêm Coppa Italia (cú đúp)                            |
| *      | Giành thêm Coppa Italia và UEFA Champions League (cú ăn ba) |
| †      | Giành thêm European Cup/UEFA Champions League               |
| ‡      | Giành thêm UEFA Cup/UEFA Europa League                      |
| #      | Giành thêm UEFA Cup Winners' Cup                            |

| Mùa giải  | Vô địch                                         | Á quân                                          | Hạng ba                                         | Vua phá lưới (đội) (số bàn)                                                      |
| --------- | ----------------------------------------------- | ----------------------------------------------- | ----------------------------------------------- | -------------------------------------------------------------------------------- |
| 1929–30   | Ambrosiana-Inter (3)                            | Genoa                                           | Juventus                                        | Giuseppe Meazza (Ambrosiana-Inter) (31)                                          |
| 1930–31   | Juventus (3)                                    | AS Roma                                         | Bologna                                         | Rodolfo Volk (AS Roma) (29)                                                      |
| 1931–32   | Juventus (4)                                    | Bologna                                         | AS Roma                                         | Pedro Petrone (Fiorentina) Angelo Schiavio (Bologna) (25)                        |
| 1932–33   | Juventus (5)                                    | Ambrosiana-Inter                                | Bologna/Napoli                                  | Felice Placido Borel (Juventus) (29)                                             |
| 1933–34   | Juventus (6)                                    | Ambrosiana-Inter                                | Napoli                                          | Felice Placido Borel (Juventus) (31)                                             |
| 1934–35   | Juventus (7)                                    | Ambrosiana-Inter                                | Fiorentina                                      | Enrico Guaita (AS Roma) (31)                                                     |
| 1935–36   | Bologna (3)                                     | AS Roma                                         | Torino                                          | Giuseppe Meazza (Ambrosiana-Inter) (25)                                          |
| 1936–37   | Bologna (4)                                     | Lazio                                           | Torino                                          | Silvio Piola (Lazio) (21)                                                        |
| 1937–38   | Ambrosiana-Inter (4)                            | Juventus                                        | Genoa                                           | Giuseppe Meazza (Ambrosiana-Inter) (20)                                          |
| 1938–39   | Bologna (5)                                     | Torino                                          | Ambrosiana-Inter                                | Aldo Boffi (AC Milan) Ettore Puricelli (Bologna) (19)                            |
| 1939–40   | Ambrosiana-Inter (5)                            | Bologna                                         | Juventus                                        | Aldo Boffi (AC Milan) (24)                                                       |
| 1940–41   | Bologna (6)                                     | Ambrosiana-Inter                                | AC Milan                                        | Ettore Puricelli (Bologna) (22)                                                  |
| 1941–42   | AS Roma (1)                                     | Torino                                          | Venezia                                         | Aldo Boffi (AC Milan) (22)                                                       |
| 1942–43   | Torino (2)                                      | Livorno                                         | Juventus Cisitalia                              | Silvio Piola (Lazio) (21)                                                        |
| 1944      | Giải vô địch Thượng Ý Spezia Calcio (trang trí) | Giải vô địch Thượng Ý Spezia Calcio (trang trí) | Giải vô địch Thượng Ý Spezia Calcio (trang trí) | Giải vô địch Thượng Ý Spezia Calcio (trang trí)                                  |
| 1945      | bị hủy bỏ do Chiến tranh thế giới thứ hai       | bị hủy bỏ do Chiến tranh thế giới thứ hai       | bị hủy bỏ do Chiến tranh thế giới thứ hai       | bị hủy bỏ do Chiến tranh thế giới thứ hai                                        |
| 1945–46   | Torino (3)                                      | Juventus                                        | AC Milan                                        | Guglielmo Gabetto (Torino) (22)                                                  |
| 1946–47   | Torino (4)                                      | Juventus                                        | Modena                                          | Valentino Mazzola (Torino) (29)                                                  |
| 1947–48   | Torino (5)                                      | AC Milan/Juventus/Triestina                     | AC Milan/Juventus/Triestina                     | Giampiero Boniperti (Juventus) (27)                                              |
| 1948–49   | Torino (6)                                      | Internazionale                                  | AC Milan                                        | István Nyers (Internazionale) (26)                                               |
| 1949–50   | Juventus (8)                                    | AC Milan                                        | Internazionale                                  | Gunnar Nordahl (AC Milan) (35)                                                   |
| 1950–51   | AC Milan (4)                                    | Internazionale                                  | Juventus                                        | Gunnar Nordahl (AC Milan) (34)                                                   |
| 1951–52   | Juventus (9)                                    | AC Milan                                        | Internazionale                                  | John Hansen (Juventus) (30)                                                      |
| 1952–53   | Internazionale (6)                              | Juventus                                        | AC Milan                                        | Gunnar Nordahl (AC Milan) (26)                                                   |
| 1953–54   | Internazionale (7)                              | Juventus                                        | AC Milan/Fiorentina                             | Gunnar Nordahl (AC Milan) (23)                                                   |
| 1954–55   | AC Milan (5)                                    | Udinese                                         | AS Roma                                         | Gunnar Nordahl (AC Milan) (26)                                                   |
| 1955–56   | Fiorentina (1)                                  | AC Milan                                        | Internazionale/Lazio                            | Gino Pivatelli (Bologna) (29)                                                    |
| 1956–57   | AC Milan (6)                                    | Fiorentina                                      | Lazio                                           | Dino da Costa (AS Roma) (22)                                                     |
| 1957–58   | Juventus (10)                                   | Fiorentina                                      | Padova                                          | John Charles (Juventus) (28)                                                     |
| 1958–59   | AC Milan (7)                                    | Fiorentina                                      | Internazionale                                  | Antonio Valentin Angelillo (Internazionale) (33)                                 |
| 1959–60   | Juventus (11)                                   | Fiorentina                                      | AC Milan                                        | Omar Sivori (Juventus) (28)                                                      |
| 1960–61   | Juventus (12)                                   | AC Milan                                        | Internazionale                                  | Sergio Brighenti (Sampdoria) (27)                                                |
| 1961–62   | AC Milan (8)                                    | Internazionale                                  | Fiorentina                                      | José Altafini (AC Milan) Aurelio Milani (Fiorentina) (22)                        |
| 1962–63   | Internazionale (8)                              | Juventus                                        | AC Milan                                        | Harald Nielsen (Bologna) Pedro Manfredini (AS Roma) (19)                         |
| 1963–64   | Bologna (7)                                     | Internazionale                                  | AC Milan                                        | Harald Nielsen (Bologna) (21)                                                    |
| 1964–65   | Internazionale (9)†                             | AC Milan                                        | Torino                                          | Sandro Mazzola (Internazionale) Alberto Orlando (Fiorentina) (17)                |
| 1965–66   | Internazionale (10)                             | Bologna                                         | Napoli                                          | Luis Vinicio (Vicenza) (25)                                                      |
| 1966–67   | Juventus (13)                                   | Internazionale                                  | Bologna                                         | Gigi Riva (Cagliari) (18)                                                        |
| 1967–68   | AC Milan (9)#                                   | Napoli                                          | Juventus                                        | Pierino Prati (AC Milan) (15)                                                    |
| 1968–69   | Fiorentina (2)                                  | Cagliari                                        | AC Milan                                        | Gigi Riva (Cagliari) (21)                                                        |
| 1969–70   | Cagliari (1)                                    | Internazionale                                  | Juventus                                        | Gigi Riva (Cagliari) (21)                                                        |
| 1970–71   | Internazionale (11)                             | AC Milan                                        | Napoli                                          | Roberto Boninsegna (Internazionale) (24)                                         |
| 1971–72   | Juventus (14)                                   | Milan/Torino                                    | Milan/Torino                                    | Roberto Boninsegna (Internazionale) (22)                                         |
| 1972–73   | Juventus (15)                                   | AC Milan                                        | Lazio                                           | Giuseppe Savoldi (Bologna) Paolino Pulici (Torino) Gianni Rivera (AC Milan) (17) |
| 1973–74   | Lazio (1)                                       | Juventus                                        | Napoli                                          | Giorgio Chinaglia (Lazio) (24)                                                   |
| 1974–75   | Juventus (16)                                   | Napoli                                          | AS Roma                                         | Paolino Pulici (Torino) (18)                                                     |
| 1975–76   | Torino (7)                                      | Juventus                                        | AC Milan                                        | Paolino Pulici (Torino) (21)                                                     |
| 1976–77   | Juventus (17)‡                                  | Torino                                          | Fiorentina                                      | Francesco Graziani (Torino) (21)                                                 |
| 1977–78   | Juventus (18)                                   | Vicenza/Torino                                  | Vicenza/Torino                                  | Paolo Rossi (Vicenza) (24)                                                       |
| 1978–79   | AC Milan (10)                                   | Perugia                                         | Juventus                                        | Bruno Giordano (Lazio) (19)                                                      |
| 1979–80   | Internazionale (12)                             | Juventus                                        | Torino                                          | Roberto Bettega (Juventus) (16)                                                  |
| 1980–81   | Juventus (19)                                   | AS Roma                                         | Napoli                                          | Roberto Pruzzo (AS Roma) (18)                                                    |
| 1981–82   | Juventus (20)                                   | Fiorentina                                      | AS Roma                                         | Roberto Pruzzo (AS Roma) (15)                                                    |
| 1982–83   | AS Roma (2)                                     | Juventus                                        | Internazionale                                  | Michel Platini (Juventus) (16)                                                   |
| 1983–84   | Juventus (21)#                                  | AS Roma                                         | Fiorentina                                      | Michel Platini (Juventus) (20)                                                   |
| 1984–85   | Hellas Verona (1)                               | Torino                                          | Internazionale                                  | Michel Platini (Juventus) (18)                                                   |
| 1985–86   | Juventus (22)                                   | AS Roma                                         | Napoli                                          | Roberto Pruzzo (AS Roma) (19)                                                    |
| 1986–87   | Napoli (1)                                      | Juventus                                        | Internazionale                                  | Pietro Paolo Virdis (AC Milan) (17)                                              |
| 1987–88   | AC Milan (11)                                   | Napoli                                          | AS Roma                                         | Diego Maradona (Napoli) (15)                                                     |
| 1988–89   | Internazionale (13)                             | Napoli                                          | AC Milan                                        | Aldo Serena (Internazionale) (22)                                                |
| 1989–90   | Napoli (2)                                      | AC Milan                                        | Internazionale                                  | Marco van Basten (AC Milan) (19)                                                 |
| 1990–91   | Sampdoria (1)                                   | AC Milan                                        | Internazionale                                  | Gianluca Vialli (Sampdoria) (19)                                                 |
| 1991–92   | AC Milan (12)                                   | Juventus                                        | Torino                                          | Marco van Basten (AC Milan) (25)                                                 |
| 1992–93   | AC Milan (13)                                   | Internazionale                                  | Parma                                           | Giuseppe Signori (Lazio) (26)                                                    |
| 1993–94   | AC Milan (14)†                                  | Juventus                                        | Sampdoria                                       | Giuseppe Signori (Lazio) (23)                                                    |
| 1994–95   | Juventus (23)                                   | Lazio                                           | Parma                                           | Gabriel Batistuta (Fiorentina) (26)                                              |
| 1995–96   | AC Milan (15)                                   | Juventus                                        | Lazio                                           | Igor Protti (Bari) Giuseppe Signori (Lazio) (24)                                 |
| 1996–97   | Juventus (24)                                   | Parma                                           | Internazionale                                  | Filippo Inzaghi (Atalanta) (24)                                                  |
| 1997–98   | Juventus (25)                                   | Internazionale                                  | Udinese                                         | Oliver Bierhoff (Udinese) (27)                                                   |
| 1998–99   | AC Milan (16)                                   | Lazio                                           | Fiorentina                                      | Márcio Amoroso (Udinese) (22)                                                    |
| 1999–2000 | Lazio (2)                                       | Juventus                                        | AC Milan                                        | Andriy Shevchenko (AC Milan) (24)                                                |
| 2000–01   | AS Roma (3)                                     | Juventus                                        | Lazio                                           | Hernán Crespo (Lazio) (26)                                                       |
| 2001–02   | Juventus (26)                                   | AS Roma                                         | Internazionale                                  | David Trezeguet (Juventus) Dario Hübner (Piacenza) (24)                          |
| 2002–03   | Juventus (27)                                   | Internazionale                                  | AC Milan                                        | Christian Vieri (Internazionale) (24)                                            |
| 2003–04   | AC Milan (17)                                   | AS Roma                                         | Juventus                                        | Andriy Shevchenko (AC Milan) (24)                                                |
| 2004–05   | Không được trao tặng                            | AC Milan                                        | Internazionale                                  | Cristiano Lucarelli (Livorno) (24)                                               |
| 2005–06   | Internazionale (14)                             | AS Roma                                         | AC Milan                                        | Luca Toni (Fiorentina) (31)                                                      |
| 2006–07   | Internazionale (15)                             | AS Roma                                         | Lazio                                           | Francesco Totti (AS Roma) (26)                                                   |
| 2007–08   | Internazionale (16)                             | AS Roma                                         | Juventus                                        | Alessandro Del Piero (Juventus) (21)                                             |
| 2008–09   | Internazionale (17)                             | Juventus                                        | AC Milan                                        | Zlatan Ibrahimović (Internazionale) (25)                                         |
| 2009–10   | Internazionale (18)*                            | AS Roma                                         | AC Milan                                        | Antonio Di Natale (Udinese) (29)                                                 |
| 2010–11   | AC Milan (18)                                   | Internazionale                                  | Napoli                                          | Antonio Di Natale (Udinese) (28)                                                 |
| 2011–12   | Juventus (28)                                   | AC Milan                                        | Udinese                                         | Zlatan Ibrahimović (AC Milan) (28)                                               |
| 2012–13   | Juventus (29)                                   | Napoli                                          | AC Milan                                        | Edinson Cavani (Napoli) (29)                                                     |
| 2013–14   | Juventus (30)                                   | AS Roma                                         | Napoli                                          | Ciro Immobile (Torino) (22)                                                      |
| 2014–15   | Juventus (31)                                   | AS Roma                                         | Lazio                                           | Mauro Icardi (Internazionale) Luca Toni (Hellas Verona) (22)                     |
| 2015–16   | Juventus (32)                                   | Napoli                                          | AS Roma                                         | Gonzalo Higuaín (Napoli) (36)                                                    |
| 2016–17   | Juventus (33)                                   | AS Roma                                         | Napoli                                          | Edin Džeko (AS Roma) (29)                                                        |
| 2017–18   | Juventus (34)                                   | Napoli                                          | AS Roma                                         | Mauro Icardi (Internazionale) Ciro Immobile (Lazio) (29)                         |
| 2018–19   | Juventus (35)                                   | Napoli                                          | Atalanta                                        | Fabio Quagliarella (Sampdoria) (26)                                              |
| 2019–20   | Juventus (36)                                   | Internazionale                                  | Atalanta                                        | Ciro Immobile (Lazio) (36)                                                       |
| 2020–21   | Internazionale (19)                             | AC Milan                                        | Atalanta                                        | Cristiano Ronaldo (Juventus) (29)                                                |
| 2021–22   | AC Milan (19)                                   | Internazionale                                  | Napoli                                          | Ciro Immobile (Lazio) (27)                                                       |
| 2022–23   | Napoli (3)                                      | Lazio                                           | Internazionale                                  | Victor Osimhen (Napoli) (26)                                                     |
| 2023–24   | Internazionale (20)                             | AC Milan                                        | Juventus                                        | Lautaro Martínez (Internazionale) (24)                                           |
| 2024-25   | Napoli(4)                                       | Inter Milan                                     | Atalanta                                        | Mateo Retegui (Atalanta) (25)                                                    |

## Thống kê

### Câu lạc bộ
Bảng liệt kê thành tích của các câu lạc bộ. Có mười sáu câu lạc bộ đã vô địch.
Chữ in đậm chỉ các câu lạc bộ đang thi đấu ở Serie A 2025–26.
| Câu lạc bộ            | Vô địch | Á quân | Mùa giải vô địch |
| --------------------- | ------- | ------ | --- |
| Juventus              | 36      | 21     | 1905, 1925–26, 1930–31, 1931–32, 1932–33, 1933–34, 1934–35, 1949–50, 1951–52, 1957–58, 1959–60, 1960–61, 1966–67, 1971–72, 1972–73, 1974–75, 1976–77, 1977–78, 1980–81, 1981–82, 1983–84, 1985–86, 1994–95, 1996–97, 1997–98, 2001–02, 2002–03, 2004–05, 2011–12, 2012–13, 2013–14, 2014–15, 2015–16, 2016–17, 2017–18, 2018–19, 2019–20 |
| Inter Milan           | 20      | 16     | 1909–10, 1919–20, 1929–30, 1937–38, 1939–40, 1952–53, 1953–54, 1962–63, 1964–65, 1965–66, 1970–71, 1979–80, 1988–89, 2005–06, 2006–07, 2007–08, 2008–09, 2009–10, 2020–21, 2023–24 |
| AC Milan              | 19      | 16     | 1901, 1906, 1907, 1950–51, 1954–55, 1956–57, 1958–59, 1961–62, 1967–68, 1978–79, 1987–88, 1991–92, 1992–93, 1993–94, 1995–96, 1998–99, 2003–04, 2010–11, 2021–22 |
| Genoa                 | 9       | 4      | 1898, 1899, 1900, 1902, 1903, 1904, 1914–15, 1922–23, 1923–24 |
| Torino                | 7       | 7      | 1926–27, 1927–28, 1942–43, 1945–46, 1946–47, 1947–48, 1948–49, 1975–76 |
| Bologna               | 7       | 4      | 1924–25, 1928–29, 1935–36, 1936–37, 1938–39, 1940–41, 1963–64 |
| Pro Vercelli          | 7       | 1      | 1908, 1909, 1910–11, 1911–12, 1912–13, 1920–21, 1921–22 (CCI) |
| Napoli                | 4       | 8      | 1986–87, 1989–90, 2022–23, 2024-25 |
| AS Roma               | 3       | 14     | 1941–42, 1982–83, 2000–01 |
| Lazio                 | 2       | 7      | 1973–74, 1999–2000 |
| Fiorentina            | 2       | 5      | 1955–56, 1968–69 |
| Cagliari              | 1       | —      | 1969–70 |
| Casale                | 1       | —      | 1913–14 |
| Novese                | 1       | —      | 1921–22 (FIGC) |
| Hellas Verona         | 1       | —      | 1984–85 |
| Sampdoria             | 1       | —      | 1990–91 |
| Alba Trastevere       | —       | 2      | |
| Internazionale Torino | —       | 2      | |
| Livorno               | —       | 2      | |
| US Milanese           | —       | 2      | |
| Fortitudo Roma        | —       | —      | |
| Parma                 | —       | —      | |
| Perugia               | —       | —      | |
| Pisa                  | —       | —      | |
| Sampierdarenese       | —       | —      | |
| Savoia                | —       | —      | |
| Torinese              | —       | —      | |
| Triestina             | —       | —      | |
| Udinese               | —       | —      | |
| Venezia               | —       | —      | |
| Vicenza               | —       | —      | |

- Một huân chương đã được trao cho Spezia vào năm 2002 bởi FIGC cho chức vô địch thời chiến 1944. Tuy nhiên, FIGC đã tuyên bố rằng nó không thể được coi là một scudetto.

#### Biểu đồ
Danh hiệu theo câu lạc bộ (%)

### Theo thành phố
| Thành phố         | Số chức vô địch | Câu lạc bộ                      |
| ----------------- | --------------- | ------------------------------- |
| Turin             | 43              | Juventus (36), Torino (7)       |
| Milan             | 39              | Inter Milan (20), AC Milan (19) |
| Genoa             | 10              | Genoa (9), Sampdoria (1)        |
| Bologna           | 7               | Bologna (7)                     |
| Vercelli          | 7               | Pro Vercelli (7)                |
| Roma              | 5               | AS Roma (3), Lazio (2)          |
| Naples            | 4               | Napoli (4)                      |
| Florence          | 2               | Fiorentina (2)                  |
| Cagliari          | 1               | Cagliari (1)                    |
| Casale Monferrato | 1               | Casale (1)                      |
| Novi Ligure       | 1               | Novese (1)                      |
| Verona            | 1               | Hellas Verona (1)               |

### Theo vùng
| Vùng           | Số chức vô địch | Câu lạc bộ                                                          |
| -------------- | --------------- | ------------------------------------------------------------------- |
| Piedmont       | 52              | Juventus (36), Torino (7), Pro Vercelli (7), Casale (1), Novese (1) |
| Lombardy       | 39              | Inter Milan (20), AC Milan (19)                                     |
| Liguria        | 10              | Genoa (9), Sampdoria (1)                                            |
| Emilia-Romagna | 7               | Bologna (7)                                                         |
| Lazio          | 5               | AS Roma (3), Lazio (2)                                              |
| Campania       | 4               | Napoli (4)                                                          |
| Tuscany        | 2               | Fiorentina (2)                                                      |
| Sardinia       | 1               | Cagliari (1)                                                        |
| Veneto         | 1               | Hellas Verona (1)                                                   |